# Tamagoyaki

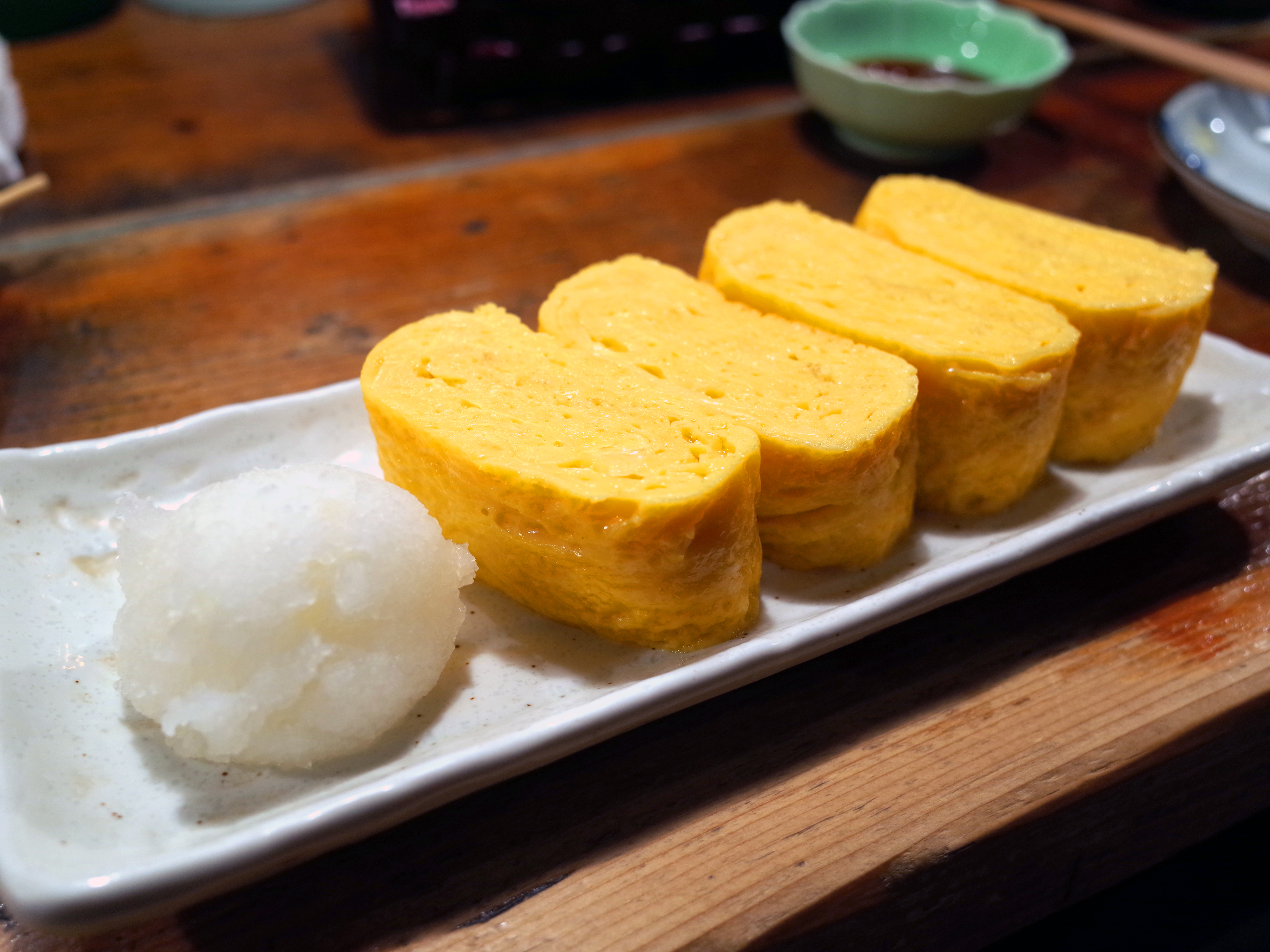
Rollo de Tamago mostrando su interior.

Un Tamagoyaki (卵焼き literalmente "huevo asado"), o también denominado dashimaki (だし巻き), es una especie de tortilla de huevo que se puede encontrar en la cocina japonesa. Se suele servir como parte del desayuno en Japón o en platos de sushi. Por su composición puede ser dulce o salado, dependiendo del gusto del consumidor y de la zona. Se suele cocinar en una sartén de forma rectangular donde se extiende finamente la mezcla de huevo para luego ser enrollada con la forma característica correspondiente. Es conocida como la tortilla japonesa de huevo. Aparece habitualmenete en las bandejas bento y los Sushi Bars que se sirve como un fiambre.

## Prueba del tamago
Se suele decir que tamago (abreviatura de Tamagoyaki y que significa literalmente "huevo" de “tamago” que significa huevo y “yaki” que significa dorar) es el mejor test que se puede hacer a un sushi bar. Por regla general es el alimento más barato de un menú alimentario japonés, incluso cuando se emplea mucho tiempo en su preparación, lo que ha hecho que en los restaurantes japoneses de EE. UU. se haya encontrado versiones pre-elaboradas de este plato. Para servir un buen tamago, un sushi chef emplea mucho tiempo y se obtienen pocos beneficios.